# Lurker
Lurker (del inglés lurk ‘merodear’) es el nombre dado a los participantes de comunidades virtuales que adoptan una actitud solamente receptiva, sin contribuir activamente compartiendo ficheros, escribiendo en foros de discusión, etc. 
El nivel de actividad de un usuario en una comunidad virtual está relacionado con el valor o beneficio percibido. En el caso de los participantes silenciosos o lurkers, el beneficio esperado por una mayor visibilidad o por la interacción social posee una percepción inferior para el usuario que el derivado de la información recibida correspondiente a los participantes activos. 
Los motivos de la falta de participación activa pueden ser diversos; entre otros, se han citado también la ausencia de anonimato, el temor a ser ridiculizado por miembros más agresivos o de toparse con troles, la imposibilidad de aportar información por razones contractuales o de secreto profesional, la falta de tiempo, la creencia en no tener nada valioso que aportar, la no alineación con los objetivos de la comunidad, la infravaloración de las propias capacidades, el aprovechamiento inapropiado de la información o su manipulación por terceros indeseables o no altruistas, etc.
De acuerdo con la teoría de las comunidades de práctica, un lurker tiene una participación periférica legítima y se espera que, con el tiempo, pueda llegar a integrarse como un miembro activo de la comunidad.

## Historia
Desde el comienzo de la comunicación por computadora, el acecho ha sido una preocupación para los miembros de la comunidad.  El término "acechar" se remonta a cuando se utilizó por primera vez durante el siglo XIV.  La palabra se refería a alguien que se ocultaba, a menudo con un propósito malvado. A mediados de la década de 1980, la palabra comenzó a aplicarse a Internet cuando los sistemas de tableros de anuncios se hicieron populares. Se accedía a los tableros de anuncios a través de una única línea telefónica a la que los usuarios llamaban para cargar archivos y publicar comentarios para compartir con la comunidad.  Se esperaba que quienes utilizaran el sistema y consumieran recursos contribuyeran. Debido a que los merodeadores mantenían la línea telefónica ocupada durante largos períodos de tiempo sin contribuir nada, a menudo eran vistos negativamente y el operador del sistema que administraba el BBS los prohibía.
Hoy en día, los merodeadores son vistos tanto positiva como negativamente. En muchas comunidades, los merodeadores todavía son vistos como aprovechados.  Se los percibe como una carga para los bienes públicos, ya que "toman sin devolver". Sin embargo, algunas comunidades alientan a los novatos a acechar.  Al acechar, los novatos pueden aprender más sobre la cultura de la comunidad, comprender las normas sociales de la comunidad y familiarizarse con los miembros clave de la comunidad.  Los merodeadores también son vistos positivamente en las comunidades actuales porque proporcionan una audiencia para los medios de comunicación.  La presencia de merodeadores es a menudo la justificación para recibir apoyo publicitario.
Los merodeadores suelen ser difíciles de rastrear en comunidades informatizadas.  Debido a que no publican y en su mayoría solo leen contenido, dejan pocos rastros que puedan ser rastreados. En las comunidades de proyectos de código abierto, se estima que, en cualquier momento, entre el 50% y el 90% de la comunidad pueden estar al acecho.  Dependiendo de la comunidad, esto puede ser consistente con el principio 90-9-1.

## Beneficios potenciales

### Beneficios del merodeador
El comportamiento de acecho proporciona algunos beneficios a los usuarios. Mo y Coulson descubrieron que los merodeadores de un grupo de apoyo en línea para el VIH/SIDA no se diferenciaban de los que lo publicaban en sus niveles de atención, autoeficacia, optimismo, depresión y soledad.  También descubrieron que los merodeadores se sentían más enérgicos que los carteles.
En un estudio que abordó el acecho en el aprendizaje electrónico, los académicos encontraron evidencia de que el acecho es un tipo útil de participación en cursos en línea. Los estudiantes dijeron que las razones más comunes por las que acechaban antes de publicar eran descubrir un mensaje al que responder, identificar un modelo a adoptar, evitar dar una respuesta similar y adquirir conocimientos sobre el tema.  Los estudiantes en este estudio también expresaron que regresaron para leer publicaciones en foros de discusión de cursos en línea para verificar si otros habían respondido a sus publicaciones o para revisar un concepto anterior.

### Aprender las normas sociales de la comunidad
Una de las razones por las que los merodeadores acechan es la necesidad de aprender más sobre el grupo. En las entrevistas, los merodeadores alegan una falta de comprensión de la comunidad como razón para no publicar.  Los merodeadores a menudo se toman el tiempo antes de publicar para evaluar si el grupo es adecuado para ellos.  Los merodeadores aprenden más sobre los individuos del grupo, los estilos de diálogo y las normas implícitas y políticas explícitas. En las entrevistas, los merodeadores mencionaron que este era su método preferido para evitar cometer un error y ser rechazados por el grupo. Para determinar si el grupo encaja bien y aprender más sobre las normas, los merodeadores leerán la mayoría, si no todas, las publicaciones.   Al leer las publicaciones, los merodeadores desarrollan una mejor comprensión sobre los temas que se discuten y si son adecuados para ellos. Los merodeadores también examinarán las direcciones de correo electrónico y las firmas de los sitios web asociados para comprender mejor a los demás miembros del grupo.
Al tomar estas medidas, los merodeadores obtienen más capital cultural. Soroka y Raffaeli definen el capital cultural como "el conocimiento que permite a un individuo interpretar diversos códigos culturales". En otras palabras, es el conocimiento de las normas de la comunidad. Descubrieron que las personas que acechan más tiempo antes de publicar tenían mayores niveles de capital cultural. Un merodeador puede ganar capital cultural en una comunidad simplemente pasando mucho tiempo en ella. Una persona que tiene más capital cultural se beneficiará más de la comunidad.

### Beneficios para otros
En su estudio sobre listas de correo interactivas, Takahashi, Fujimoto y Yamasaki demostraron que los "merodeadores activos", o individuos que difunden contenido de un grupo en línea a individuos externos al grupo en línea, ayudan a difundir información beneficiosa a las comunidades circundantes. 
Los merodeadores también pueden desarrollar reservas de conocimientos valiosos mientras acechan, lo que puede ser útil más adelante si deciden contribuir. Por ejemplo, los usuarios de comunidades de software de código abierto pueden descubrir rápidamente las respuestas a problemas comunes, lo que los hace más propensos a contribuir con respuestas más adelante. Si ya han recibido respuesta a una pregunta, es aún más probable que dejen de acechar y correspondan. Estos comportamientos forman la columna vertebral del soporte técnico de código abierto. 
Los merodeadores también ayudan a reducir la carga sobre las comunidades. Una persona que pueda tener una pregunta para una comunidad puede beneficiarse mejor de buscar la respuesta que de obligar a los miembros de la comunidad a realizar esfuerzos para ver y responder a su consulta. En el caso de las comunidades de proyectos de código abierto, la gran mayoría de las preguntas ya se han formulado y respondido en la comunidad, lo que hace que cualquier pregunta repetida sea un desperdicio de trabajo. 
Pragmáticamente, los merodeadores también proporcionan ingresos a las comunidades cuando acceden a las páginas, generando ingresos por publicidad.

## Razón fundamental
Los merodeadores acechan en lugar de participar por diversas razones. La mayoría de los merodeadores afirman que lo hacen simplemente porque piensan que navegar es suficiente para ellos.  Los usuarios también optan por acechar para encontrar ejemplos a seguir cuando decidan participar, evitar realizar publicaciones o contribuciones redundantes y aprender más sobre los temas de conversación.  La necesidad de un merodeador de conocer la comunidad antes de contribuir también explica por qué casi el doble de usuarios acecha en las comunidades de soporte técnico donde se requiere más información para publicar en comparación con las comunidades de soporte de salud.  Los investigadores han demostrado que diferentes motivaciones subyacen a la lectura, la contribución y la moderación de foros web. Los merodeadores puros suelen estar motivados por el hecho de que la comunidad es el único lugar donde encontrar cierto tipo de contenido, mientras que los moderadores y contribuyentes están motivados por el deber o por sentimientos de apego.  Acechar en las redes sociales también puede ser una forma de lectura receptiva, mediante la cual los usuarios buscan comprender las opiniones de quienes tienen puntos de vista divergentes.  En gran parte de la literatura publicada, el "acecho" se trata como un rasgo personal. Sin embargo, los conceptos de participación periférica legítima  y "de-al acecho"  sugieren que el acecho puede ser más situacional que disposicional. En un estudio de comunidades en línea en el que era posible ver la lista total de miembros, los investigadores pudieron contar el número de miembros que eran participantes públicos en una comunidad mientras permanecían en silencio o participantes no públicos en otra comunidad. El 84% de los miembros encajan en este patrón mixto, lo que indica que las personas eligen si acechar o contribuir según la comunidad. 